# 我認清了現實，卻沒能戒掉少女之愛
《我認清了現實，卻沒能戒掉少女之愛》是蛙軟件（かえるそふと）在2020年7月31日發售的戀愛冒險類型成人遊戲，當中由野野原幹負責原畫，大三元、櫻城十萌、近江千龍擔當編劇。
《我認清了現實，卻沒能戒掉少女之愛》擁有多條劇情分支路線，每條路線皆有一系列預先設定的場景和人物互動。其主要聚焦於四名女主角愛宮麻衣、愛宮碧、愛宮琴莉、愛宮真姫跟玩家角色田中美希男的互動，並重點刻畫了角色之間的性行為。整個故事以田中的視角作切入點。他是個蘿莉控，曾多次跟年幼少女告白，但每次皆失敗。他於是決定認真娶妻，並因此引發一連串事件。
本作原定在2020年4月發售，但後來經歷了兩次延期才正式發售。它在發售後隨即登上getchu屋和雜誌《BugBug》的美少女遊戲銷量排行榜，並獲得2020年度萌系遊戲大賞的色情系作品獎Plus。

## 遊戲系統

《我認清了現實，卻沒能戒掉少女之愛》的遊玩介面，圖中女主角愛宮琴莉正在跟玩家角色田中美希男進行對話。

《我認清了現實，卻沒能戒掉少女之愛採取戀愛冒險的遊玩方式，基本上玩家在遊玩的時候都需觀看和聆聽故事情節的發展。聲音和文字會與人物和背景一同出現，用以幫助玩家了解劇情；不過在某些預設的段落中玩家將必須藉由點擊的方式選擇行為選項，而這些選擇會影響之後人物的行動或反應。遊戲藉由這些相互連接的劇情分歧點而組織成多條故事路線，而遊戲的選項便會影響玩家角色所經歷的故事劇情，最終會出現玩家操控的角色和遊戲人物之間的色情場景，並進入不同的結局。其中玩家需把4位女主角的個人路線皆通關一次後，才能進入後宮結局。玩家必須反覆載入選項頁面並選擇不同的選項，才能夠觀覽存於不同路線的劇情。
本作使用了E-mote技術，以讓遊戲人物的動作更為流暢。遊戲亦採用DirectX應用程式介面。

## 故事
主人公田中美希男是個中年蘿莉控。他曾多次跟年幼少女告白，但每次皆失敗。他於是決定認真娶妻，並在相亲聚会遇見了能夠接受自己的心儀對象愛宮麻衣。即使美希男因為性偏好問題而不能對麻衣勃起，但她還是願意跟美希男結婚。
美希男在搬到愛宮家後，發現麻衣擁有兩個年幼女兒——長女愛宮碧和次女愛宮琴莉。除此之外，麻衣的姐姐愛宮真姫亦有着年幼少女般的體型。他因此而對上述三人產生性興奮。不過與此同時美希男亦十分重視麻衣的感受和愛宮一家，這種情況使得他陷入了應「忠於自己慾望」還是「忠於家庭義務」的苦惱。

## 角色
田中美希男
中年蘿莉控，不論是二次元還是三次元的女童都能接受。在大學就讀期間曾以「飯大臣」的名義推出同人漫畫和插畫，並創立自己的社團。之後因为想以御宅族以外的身份生活，而把過往的創作工具和收集得來的ACG作品舍弃，並嘗試放棄對蘿莉的執著，參與相親聚會。
愛宮麻衣（聲優：風花ましろ）
美希男在相親聚會中認識的女性。十分包容美希男。家中有兩女，自己則靠著護士這份工作維持生計。
愛宮碧（聲優：蒼乃むすび）
愛宮家的長女。善於做家務料理。從與美希男見面開始便疏遠他。
愛宮琴莉（聲優：小波すず）
愛宮家的次女。十分開朗活潑。對美希男感到好奇，不過卻不敢接近他。
愛宮真姫（聲優：八尋まみ）
麻衣的姐姐。有着年幼少女般的體型。在故事開始時是個經常求職失敗的尼特族。

## 開發
《我認清了現實，卻沒能戒掉少女之愛》為蛙軟件（狸軟件的姊妹品牌）的第二部作品。曾在《少女波子汽水》、《少女教育》、《魅魔诅咒！涅姆园的少女们！》等蘿莉題材作品負責原畫的野野原幹，再次於《因為看到了現實，所以放棄了對少女的愛》負責上述工作。大三元、櫻城十萌、近江千龍則共同擔當了本作的編劇。他們在之前都有擔任成人遊戲編劇的經驗。
製作團隊表示，他們因為要規避審查方面的限制（比如不能使用「萝莉」這一字詞），所以才為本作取一個這麼長但容易理解的標題。
野野原幹在繪製《魅魔诅咒！涅姆园的少女们！》的原畫時，曾利用E-mote這種技術去令角色的表現動畫化，不過他卻在當中採用把角色各部分「分開繪製」，令角色「画起来有点困难」。他於是在《我認清了現實，卻沒能戒掉少女之愛》當中採取不同的畫法，減少E-mote在色情場景的應用，令製作難度降低。
登場人物的便裝同由野野原幹設計。他以自己的感覺去為每位登場人物設計其便裝。不過他表示，由於自身較難畫好原畫的細節和喜好問題，故此決定為碧繪畫較為寬鬆的衣物；並在繪製琴莉的衣服時，參考線上資料和現實女孩的裝扮。真姬的西裝則為野野原有意為之，以此表達出角色扮演風的設計。他認為麻衣是這部作品當中最難畫的，因為自己相對「不那麼擅長描畫年長角色」，儘管自己仍從中找到樂趣。他亦享受為角色設計內褲的過程，認為這使得「自己跟作家一樣」。他同時認為，起初跟主角保持一定距離的碧是這部作品中「最真實的」。

## 發行
蛙軟件在2020年2月13日推出了《我認清了現實，卻沒能戒掉少女之愛》的宣傳片。4月1日，它發佈了本作的免費體驗版，予供公眾下載試玩。其後又在5月1日發佈第二部體驗版，當中收錄了比第一部更多的內容。7月17日，蛙軟件推出「體驗版H」，於當中把體驗版的色情場景比例增大。
《我認清了現實，卻沒能戒掉少女之愛》原定在2020年4月24日發行，不過官方在3月31日宣佈發售日將會推遲到5月29日，其後又因為製作進度問題而把發售日推遲到7月31日。正式版光碟於7月31日如期開售，同時兼容Windows 8.1/10。預訂版則會附送像挂毯、廣播劇CD、電話卡般的贈品。
CranCrownBLACK在2021年4月30日推出兩款自慰杯，它們分別以重現碧和琴莉的陰道為主題。

## 評價
BugBug.news認為這部作品跟以往的鬼畜系蘿莉作品不同，因為主角相當厭惡自己是個蘿莉控的事實，並十分重視愛宮一家，致使其有着一定的劇情性。故此，它認為這部作品除了會受到蘿莉控歡迎之外，亦為追求劇情的玩家所接納。

### 作品銷售
《我認清了現實，卻沒能戒掉少女之愛》在日本美少女遊戲暨動漫相關商品銷售網站Getchu屋的2020年7月最暢銷視覺小說遊戲排行榜上排行第2位。它在美少女遊戲雜誌《BugBug》的2020年7月16日至8月15日暢銷美少女遊戲排行榜上同樣躋身第2位。8月9日至15日，本作在Comic虎之穴的每週美少女遊戲銷量排行榜上排第10位。

### 獲獎記錄
在Getchu屋上，《我認清了現實，卻沒能戒掉少女之愛》亦被票選為2020年7月第三佳的視覺小說遊戲。此外亦在2020年度萌系遊戲大賞中贏得色情系作品獎Plus。

## 外部連結
- 官方網站 （页面存档备份，存于）（日語）